# Goleo VI
Goleo VI, ook wel gewoon Goleo genoemd, is de officiële mascotte van het Wereldkampioenschap voetbal 2006 in Duitsland.

## Uiterlijk
Goleo is een leeuw en wijkt nauwelijks van de zijde van zijn grote vriend Pille (zijn bal) om over voetbal te praten. Goleo draagt een mouwloos wit voetbalshirt met daarop het nummer 06. Het nummer zes staat voor niets anders dan dat hij de zesde Goleo binnen zijn familie is, zijn vader heet derhalve Goleo V. Het kostuum van Goleo werd ontworpen door de Jim Henson Company.

## Verhaallijn
In Botswana werd Goleo op jonge leeftijd ontvoerd en met een schip naar Duitsland gesmokkeld. Onderweg kreeg hij echter een goede band met de bemanning en die besloten hem aan boord te houden, waarna hij nog jarenlang op het schip bleef en de hele wereld verkende. Uiteindelijk ging hij dan toch aan land in Hamburg waar hij de voetbalkunsten die hij overal ter wereld had geleerd kon gaan combineren. Goleo hoopt ooit zijn ouders weer terug te vinden.
Pille, Goleo's bal wilde zich inschrijven om als bal te fungeren tijdens het WK en Goleo besloot hem te vergezellen. Daar eenmaal aangekomen zagen ze ook een bordje hangen met de tekst "Mascotte gezocht". Op het moment dat Pille zijn kunsten vertoonde aan onder andere Franz Beckenbauer liet Goleo als zijn voorbereiding een enorme brul door het gebouw gieren. Vanaf dat moment was Goleo de voornaamste kandidaat.
Op 13 november 2004 werd Goleo officieel gepresenteerd als de nieuwe mascotte voor het WK in de Duitse versie van het programma Wedden dat, dat voor die gelegenheid werd gepresenteerd door Pelé en Franz Beckenbauer. Ook komt hij voorbij in de video van het nummer Love Generation van Bob Sinclar dat in 2005 werd uitgebracht.

## Presentatie en productie
Goleo is in de media bekritiseerd als lelijk en er werd de organisatie verweten dat het geen Duits dier is. In zowel Engeland als Nederland laaiden er discussies op, omdat zij beiden een leeuw in het nationale voetbal logo hebben. Verschillende mensen beweren dat de mascotte eigenlijk een adelaar had moeten zijn, aangezien dat dier op het Duitse wapenschild te vinden is.
De mascotte wordt door de firma NICI AG onder licentie geproduceerd. Op 16 mei meldde de firma insolventie aan bij de rechtbank van Coburg. Aanvankelijk werd beweerd dat de zwakke verkoop van Goleo en de hoge licentiekosten (volgens insiders 3 miljoen euro vast plus een omzet-afhankelijk deel, in totaal ongeveer 28 miljoen euro) de oorzaak van het faillissement waren. Later bleken financiële onregelmatigheden (onder meer schijnverkopen) de echte oorzaak te zijn.
1966: Willie ·
1970: Juanito ·
1974: Tip en Tap ·
1978: Gauchito ·
1982: Naranjito ·
1986: Pique ·
1990: Ciao ·
1994: Striker ·
1998: Footix ·
2002: Ato, Kaz en Nik ·
2006: Goleo VI ·
2010: Zakumi ·
2014: Fuleco ·
2018: Zabivaka ·
2022: La'eeb